# North West Counties Football League
The North West Counties Football League är en engelsk fotbollsliga. Från och med 2006 täcker den hela North West England och en del av West Midlands, från Stoke-on-Trent upp till Lake District. Den består av två divisioner, toppdivisionen North West Counties Football League Premier Division ligger på nivå 9 i det engelska ligasystemet. Den är en matarliga till Northern Premier League
Ligan bildades 1982 genom en sammanslagning av Cheshire County League och Lancashire Combination. Från början hade den tre divisioner men 1987 minskades antalet till två, delvis på grund av att Northern Premier League bildade en extra division. Samtidigt kom man överens om respektive nedflyttning mellan de båda ligorna. Ettan eller tvåan i North West Counties Football League kan flyttas upp om arenan klarar de fastställda kraven. Även Northern League och Northern Counties East Football League fungerar som matarligor till Northern Premier League.
Det finns sex matarligor till NWCFL. Mästarlaget i dem kan få spela i North West Counties Football League First Division om de klarar de av NWCFL uppställda arena kraven. De sex matarligorna är Liverpool County Premier League, Mid Cheshire Football League, West Cheshire Amateur Football League, Staffordshire County Senior League, West Lancashire Football League och Manchester Football League.
Publikrekordet för en fotbollsmatch i North West Counties Football League är 6 023 åskådare. Matchen var en North West Counties Football League Division Two match mellan FC United of Manchester och Great Harwood Town den 23 april 2006.
St Helens Town är den enda klubben som har spelat alla säsonger i North West Counties Football League Division One sedan starten 1982. Det finns tre före detta Football Leagues-klubbar i ligan: Darwen, Glossop North End och Nelson. Bootle är inte samma klubb som den före detta Football League-klubben med samma namn. Det finns även klubbar bildade av supportrar som spelar eller har spelat i ligan; Maine Road (bildad av Manchester City-fans) och FC United (bildad av Manchester United-fans) som spelade två säsonger 2005-06 och 2006-07 innan de avancerade till Northern Premier League- Division One North. 

## Mästare North West Counties Football League

### 1982-87
Ligan bestod av tre divisioner vid starten.
| Säsong  | Division One       | Division Two      | Division Three      |
| ------- | ------------------ | ----------------- | ------------------- |
| 1982–83 | Burscough          | Radcliffe Borough | Colne Dynamoes      |
| 1983–84 | Stalybridge Celtic | Fleetwood Town    | Clitheroe           |
| 1984–85 | Radcliffe Borough  | Clitheroe         | Kirkby Town         |
| 1985–86 | Clitheroe          | Kirkby Town       | Blackpool Mechanics |
| 1986–87 | Stalybridge Celtic | Droylsden         | Atherton Collieries |

### 1987–2008
På grund av att Northern Premier League utökade med en division, och att en del klubbar inte längre klarade kraven på arenorna så lades division tre ned. 
| Säsong  | Division One             | Division Two            |
| ------- | ------------------------ | ----------------------- |
| 1987–88 | Colne Dynamoes           | Ashton United           |
| 1988–89 | Rossendale United        | Vauxhall G M            |
| 1989–90 | Warrington Town          | Maine Road              |
| 1990–91 | Knowsley United          | Great Harwood Town      |
| 1991–92 | Ashton United            | Bamber Bridge           |
| 1992–93 | Atherton Laburnum Rovers | Maghull                 |
| 1993–94 | Atherton Laburnum Rovers | Haslingden              |
| 1994–95 | Bradford Park Avenue     | Flixton                 |
| 1995–96 | Flixton                  | Vauxhall G M            |
| 1996–97 | Trafford                 | Ramsbottom United       |
| 1997–98 | Kidsgrove Athletic       | Oldham Town             |
| 1998–99 | Workington               | Fleetwood Freeport      |
| 1999–00 | Vauxhall Motors          | Woodley Sports          |
| 2000–01 | Rossendale United        | Warrington Town         |
| 2001–02 | Kidsgrove Athletic       | Stand Athletic          |
| 2002–03 | Prescot Cables           | Bacup Borough           |
| 2003–04 | Clitheroe                | Colne                   |
| 2004–05 | Fleetwood Town           | Cammell Laird           |
| 2005–06 | Cammell Laird            | FC United of Manchester |
| 2006–07 | FC United of Manchester  | Winsford United         |
| 2007–08 | Trafford                 | New Mills               |

Observera att den Fleetwood Town klubb som vann Division Two 1983-84 inte är samma klubb som vann Division One 2004-05. Klubben som vann 1983-84 lades ned 1993 och den nya klubben bildades inte förrän 1997. Först så kallade de sig Fleetwood Wanderers och Fleetwood Freeport innan de tog sig namnet Fleetwood Town 2002.

### 2008–
Inför säsongen 2008–09, ändrades namnen på divisionerna till Premier Division och First Division.
| Säsong  | Premier Division    | First Division      |
| ------- | ------------------- | ------------------- |
| 2008–09 | Fylde               | Bootle              |
| 2009–10 | Newcastle Town      | Stone Dominoes      |
| 2010–11 | New Mills           | AFC Blackpool       |
| 2011–12 | Ramsbottom United   | Wigan Robin Park    |
| 2012–13 | Padiham             | Formby              |
| 2013–14 | Norton United       | Nelson              |
| 2014–15 | Glossop North End   | Atherton Collieries |
| 2015–16 | Colne               | Hanley Town         |
| 2016–17 | Atherton Collieries | Widnes              |
| 2017–18 | Runcorn Linnets     | Silsden             |